# Lakshika Sugandhi
W. V. Lakshika Sugandhi (* 30. August 1991) ist eine sri-lankische Leichtathletin, die im Sprint, Hürdenlauf sowie im Siebenkampf an den Start geht.

## Sportliche Laufbahn
Erste internationale Erfahrungen sammelte Lakshika Sugandhi bei den Südasienspielen 2016 in Guwahati, bei denen sie im 100-Meter-Hürdenlauf in 14,61 s den vierten Platz belegte und mit der sri-lankischen 4-mal-100-Meter-Staffel in 45,50 s die Goldmedaille gewann. Drei Jahre später siegte sie bei den Südasienspielen in Kathmandu in 13,68 s im Hürdensprint und gewann im 100-Meter-Lauf in 11,84 s die Bronzemedaille hinter der Inderin Archana Suseentran und ihrer Landsfrau Amasha de Silva. Zudem siegte sie erneut in der 4-mal-100-Meter-Staffel in 44,89 s.
In den Jahren 2015 und 2016 sowie 2018, 2019 und 2021 wurde Sugandhi sri-lankische Meisterin im Siebenkampf sowie 2018, 2019 und 2021 auch im 100-Meter-Hürdenlauf und 2019 auch im 100-Meter-Lauf.

## Persönliche Bestleistungen
- 100 Meter: 11,84 s (−0,8 m/s), 3. Dezember 2019 in Kathmandu
- 100 m Hürden: 13,68 s (−0,7 m/s), 5. Dezember 2019 in Kathmandu
- Siebenkampf: 5128 Punkte, 18. August 2019 in Colombo